# Alice (série télévisée, 1976)
Pour les articles homonymes, voir Alice.
Alice est une série télévisée américaine en 202 épisodes de 26 minutes, créée par Robert Getchell d'après le film Alice n'est plus ici de Martin Scorsese et diffusée entre le 31 août 1976 et le 2 juillet 1985 sur le réseau CBS.
Cette série est inédite dans les pays francophones.

## Distribution
- Linda Lavin : Alice Hyatt (+ réalisatrice de 10 épisodes)
- Beth Howland : Vera Louise Gorman
- Vic Tayback : Mel Sharples
- Philip McKeon (en) : Tommy Hyatt (108 épisodes)
- Polly Holliday : Florence Jean « Flo » Castleberry (saisons 1 à 4)
- Celia Weston : Jolene Hunnicutt (saisons 5 à 9)
- Diane Ladd : Isabelle « Belle » Dupree (saisons 4 et 5)
- Marvin Kaplan : Henry Beesmeyer (récurrent, saisons 2 à 9)

### Invités notables
- Sorrell Booke : épisode 1 de la saison 8, interprète du personnage Boss Hogg, de la série Shérif, fais-moi peur.

## Plaisanteries récurrentes et phrases fétiches
La réplique fétiche de Flo, « Kiss my grits! », a connu une grande popularité.